# جامعة سان كارلوس
جامعة سان كارلوس [[إنج|University of San Carlos]] وتختصر في العامية إلى سان كارلوس) هي جامعة أبحاث كاثوليكية خاصة في مدينة سيبو، الفلبين، وتديرها جمعية التبشيرين من جمعية الكلمة الإلهية منذ عام 1935م. وتوفر التعليم الأساسي (أكاديمية مونتيسوري، المدرسة الابتدائية، المدرسة الإعدادية والثانوية العليا)، التعليم العالي للدراسات الجامعية والدراسات العليا.
جامعة جنوب كاليفورنيا هي من بين أكبر الجامعات في مدينة سيبو، تحوي 5 حرم جامعية تبلغ مساحتها الإجمالية 88 هكتارًا (حرم تالامبان به 78 هكتارًا مع مساحة واسعة لتوسيع وتطوير المرافق المادية للجامعة).  صنفت ضمن المراكز الأربعة الأولى على مستوى البلاد، والأعلى في فيساياس ومينداناو مع أكبر عدد من مراكز التميز (8 مراكز تميز)، ومراكز التنمية (12مركزا)، وهي معترف بها من قبل لجنة التعليم العالي، وذلك اعتبارًا من مارس 2016م.    جامعة جنوب كاليفورنيا هي أيضا واحدة من الجامعات القليلة في البلاد التي صنفت من قبل تصنيف كيو إس للجامعات كإحدى أفضل 350 جامعة في آسيا اعتبارًا من عام 2016م،  واستشهد بها كيو إس باعتبارها واحدة من الجامعات المعترف بها دوليا في الفلبين.  صنفت الجامعة من قبل سكوبس ثامن أفضل جامعة في الفلبين. ولها أكبر عدد من المنشورات البحثية المفهرسة اعتبارًا من عام 2018م.  حصلت الجامعة على شهادة نظام إدارة الجودة 9001: 2015 لمنظمة المعايير الدولية (الآيزو) لخدمات الدعم المؤسسي والطلاب اعتبارًا من سبتمبر 2017م، وذلك من قبل جمعية التفتيش الفني لجنوب آسيا والمحيط الهادئ.
يدرس في الجامعة 20 ألف طالب (يُعرفون باسم الكارولينيين) منهم أكثر من 200 طالب دولي، مسجلين في التعليم الأساسي وجامعيين وفي برامج الدراسات العليا، ويخدمهم حوالي 1100 من أعضاء هيئة التدريس والموظفين الأكاديميين مع نسبة مدرس إلى طالب تبلغ 1:20. حوالي 600 طالب كارولين هم باحثون أكاديميون، و200 باحث عامل و300 باحث غير أكاديمي (مثل الفنون الرياضية والرياضية، والفنون الثقافية والأداء). 
أنشأت الجامعة روابط أكاديمية وبحثية وإرشادية دولية نشطة مع 125 جامعة وكلية ومدرسة في 26 دولة على الأقل في جميع أنحاء العالم. أدت هذه الروابط واتفاقات الشراكة مع العديد من جامعات رابطة أمم جنوب شرق آسيا والولايات المتحدة وأوروبا وشرق آسيا إلى تعاون وأنشطة نشطة ومستمرة في مشاريع البحوث المشتركة وتبادل الأساتذة وزيارة التبادل وبرامج الطلاب التي جعلت من جامعة جنوب كاليفورنيا أكاديمية متعددة الثقافات مع السعي المشترك للمعايير العالمية. 

## الحرم الجامعية
تتكون الجامعة من خمسة فروع في مناطق مختلفة من ميترو سيبو - الحرم الجامعي في وسط المدينة (سابقًا الحرم الرئيسي) على طول شارع بي ديل راساريو؛ الحرم الجامعي تالامبان على طول شارع ولاية مانويل كوينكو، بريجي. الحرم الشمالي على طول شارع الجنرال ماكسيوم؛ الحرم الجامعي الجنوبي على طول شارع جيه. وأحدثها هو حرم أكاديمية مونتيسوري على طول شارع سوتو درايف (في الجزء الخلفي من الحرم الجامعي لجامعة جنوب كاليفورنيا). 

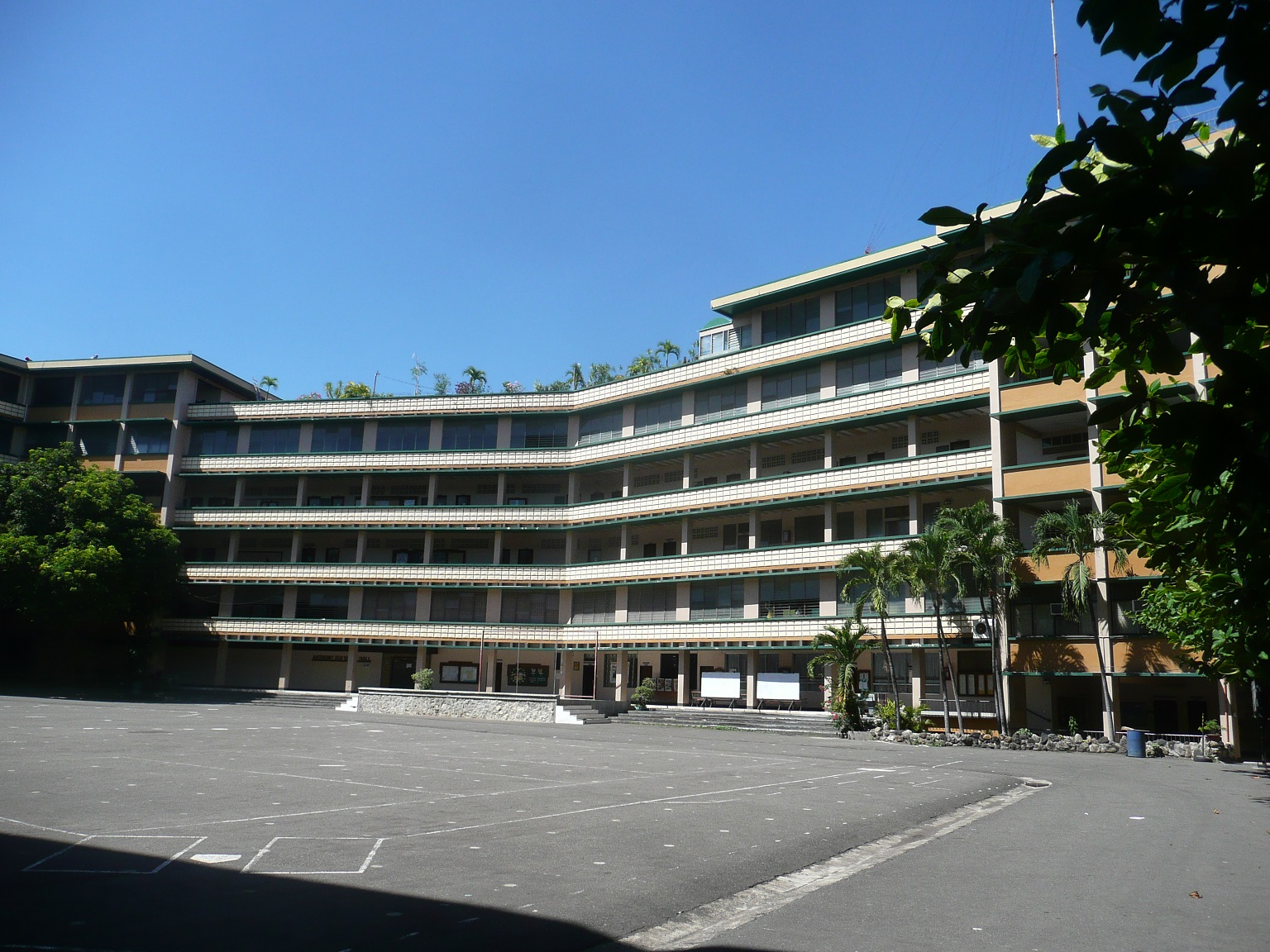
مبنى مدرسة يو إس سي للتعليم في الحرم الجامعي الجنوبي

## أكاديميون
تقدم البرامج الأكاديمية والمناهج الدراسية أدناه من قبل مدارس الجامعة المختلفة، فيما يلي:
- التعليم الأساسي:
  - مرحلة ما قبل المدرسة / مونتيسوري
  - المدرسة الابتدائية (الصفوف 1-6)
  - الثانوية العامة (الصفوف 7-10)
- مدارس ثانوية
  - المدرسة الثانوية العليا (الصفوف 11-12)
- برامج البكالوريا:
  - كلية العمارة والفنون الجميلة والتصميم
  - كلية الآداب والعلوم
  - كلية الأعمال والاقتصاد
  - مدرسة التربية
  - كلية الهندسة
  - كلية مهن الرعاية الصحية
  - كلية الحقوق والحكم

تضم الجامعة برامج الدراسات العليا التي تقدم في كلية الهندسة المعمارية والفنون الجميلة والتصميم، كلية الفنون والعلوم الليبرالية، كلية الأعمال والاقتصاد، كلية التربية، كلية الهندسة، كلية مهن الرعاية الصحية، كلية الحقوق والحكم.

## روابط خارجية
- الموقع الرسمي